# Праскоподібний щит
Праскоподібний щит, також трикутний щит, щит екю́ (англ. heater shield, heater-shaped shield, фр. écu, нім. V-Schild, Dreieckschild) — різновид середньовічного європейського щита, який розвився зі щита краплеподібного наприкінці XII століття. Англійський термін «heater shield» з'явився завдяки антикварам Вікторіанської доби, яким він нагадав підошву праски. Назва, прийнята у Франції («екю»), походить через старофранцузьке escut від лат. scutum («щит», «щит-скутум»).
З французькою назвою трикутного щита пов'язане походження назви французької монети екю — на ній був зображений щит-екю з королівським гербом. Трикутний щит також зображався на печатях англійських королів Річарда І і Іоанна Безземельного.

## Опис
Менший за краплеподібний щит, він був зручнішим і уживався як піхотинцями, так і кіннотниками. Спочатку він, як і краплеподібний, мав подовжену донизу форму. Протягом XIII століття його довжина зменшується і рідко сягає метра, тепер він захищає воїна не до коліна, а лише до стегна. Умбон зникає, його замінює герб. Починаючи з XV ст., він розвився у вузькоспеціалізовані турнірні щити, часто споряджені виїмкою («ротом») для списа. Оскільки суцільні обладунки поширювалися дедалі більше, щит відповідно зменшувався у розмірах: на середину XIV ст. він був ледь помітний. Праскоподібні щити зазвичай виготовляли з дерева, обтягнутого шкірою. Деякі щити, наприклад, щит Едуарда Чорного Принца з його надгробку Кентерберійському соборі, мають додаткові шари левкасу, полотна та/або пергаменту.
З XIV століття праскоподібний щит у кінноті поступово замінюється невеличким увігнутим щитом — тарчем, але у піхоті він ще уживається. Завдяки тому, що він був найбільш поширеним серед лицарів за часів зародження геральдики, його форма стала у ній одною з основних. Тому його ще зовуть «геральдичним щитом».